# Khebbashia
De Khebbashia zijn een groep plantenetende sauropode dinosauriërs behorend tot de Neosauropoda.

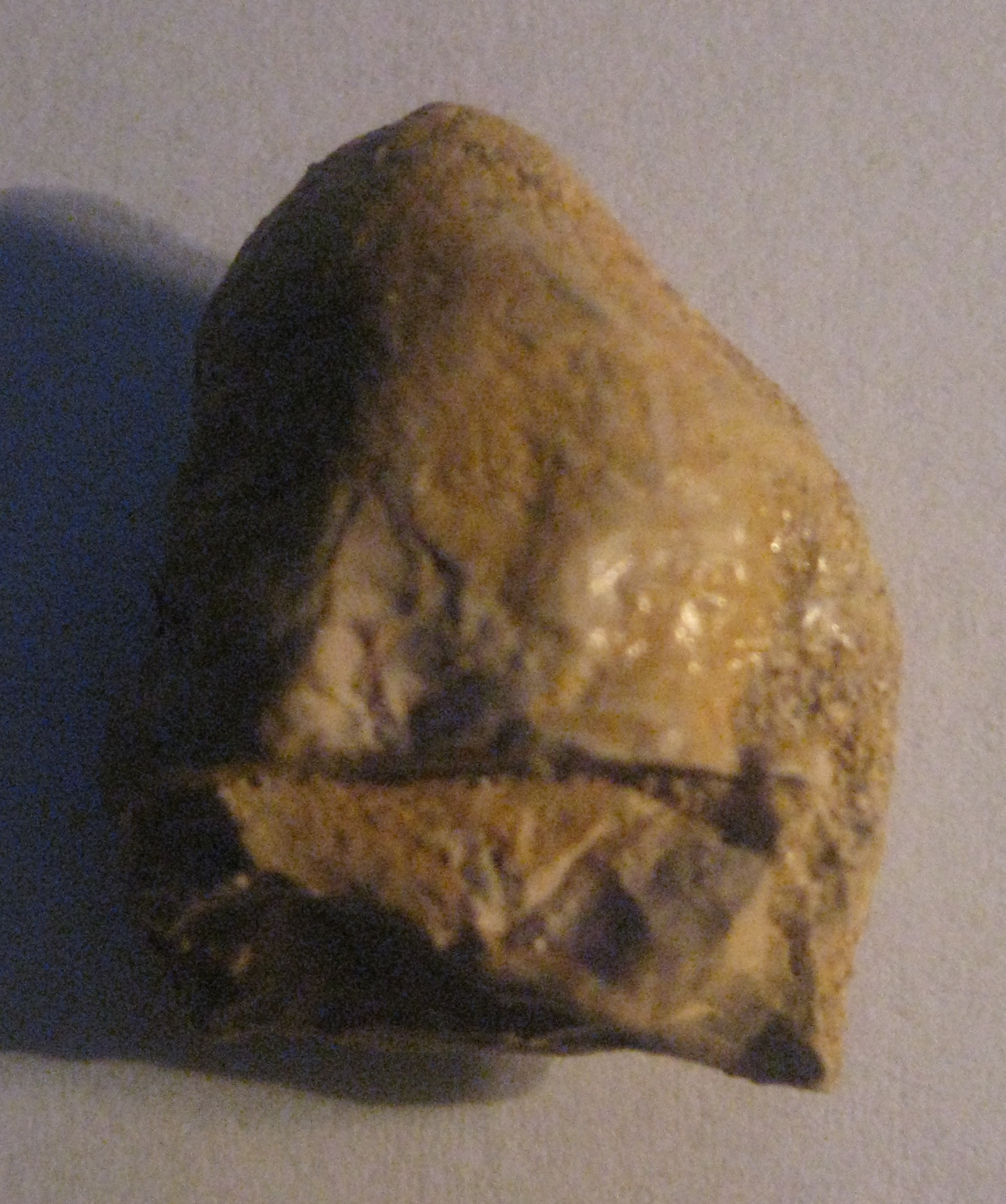
Een mogelijke khebbashische tand

In 2015 bleek uit een onderzoek naar de verwantschappen van Tataouinea dat de relaties binnen afgeleide Rebbachisauridae erg onzeker waren. Het bleek lastig betrouwbaar vast te stellen of een bepaalde rebbachisauride nu tot de Rebbachisaurinae of de Limaysaurinae behoorde. Daarom besloten Federico Fanti, Andrea Cau, Luigi Cantelli, Mohsen Hassine en Marco Auditore een nieuwe nodusklade te benoemen die al deze deelgroepen omvatte.
De Khebbashia zijn gedefinieerd als de groep bestaande uit de laatste gemeenschappelijke voorouder van Limaysaurus tessonei, Nigersaurus taqueti en Rebbachisaurus garasbae; en al zijn afstammelingen. De naam verwijst naar de Khebbash of Khebbache, de berberstam die het vondstgebied van Rebbachisaurus in Marokko bewoont.
De Khebbashia waren middelgrote sauropoden uit het vroege Krijt van Zuid-Amerika, Afrika en Europa. Mogelijke khebbashiërs waren verder Cathartesaura, Demandasaurus en Katepensaurus.